# Cola chlorantha
Cola chlorantha är en malvaväxtart som beskrevs av Frank White. Cola chlorantha ingår i släktet Cola och familjen malvaväxter. Inga underarter finns listade i Catalogue of Life.